# Narciarstwo alpejskie na Zimowych Igrzyskach Azjatyckich 2011
Zawody w narciarstwie alpejskim na Zimowych Igrzyskach Azjatyckich 2011 zostały rozegrane w dniach 31 stycznia-4 lutego 2011 na obiektach w Ałmaty. Przeprowadzono sześć konkurencji alpejskich – trzy mężczyzn i trzy kobiet.
Medale w konkurencjach alpejskich zdobyli reprezentanci trzech krajów – Kazachstanu, Korei Południowej i Iranu. Jedyną dwukrotną złotą medalistką została Koreanka Kim Sun-joo, a najwięcej medali, po trzy zdobyli Igor Zakurdajew i Ludmiła Fedotowa.

## Wyniki zawodów

### Mężczyźni

#### Supergigant (01.02.2011)
| M   | Państwo         | Zawodnik                | Czas    |
| --- | --------------- | ----------------------- | ------- |
| 1.  | Kazachstan      | Igor Zakurdajew         | 1:04,61 |
| 2.  | Kazachstan      | Dmitrij Koszkin         | 1:05,27 |
| 3.  | Iran            | Mohammad Kiadarbandsari | 1:07,52 |
| 4.  | Iran            | Hossein Saveh-Shemshaki | 1:07,80 |
| 5.  | Uzbekistan      | Artem Voronov           | 1:11,02 |
| 6.  | Kirgistan       | Dmitrij Trelewski       | 1:11,40 |
| 7.  | Chińskie Tajpej | Marcus Chen             | 1:12,37 |
| 8.  | Uzbekistan      | Dmitri Babikov          | 1:13,02 |
| 9.  | Kirgistan       | Aleksander Trelewski    | 1:13,78 |
| 10. | Mongolia        | Ganzorigiin Sodbayar    | 1:15,36 |

#### Zjazd (31.01.2011)
| M   | Państwo          | Zawodnik                | Czas    |
| --- | ---------------- | ----------------------- | ------- |
| 1.  | Kazachstan       | Dmitrij Koszkin         | 1:27,52 |
| 2.  | Kazachstan       | Igor Zakurdajew         | 1:28,11 |
| 3.  | Korea Południowa | Jung Dong-hyun          | 1:29,78 |
| 4.  | Iran             | Hossein Saveh-Shemshaki | 1:30,40 |
| 5.  | Iran             | Mohammad Kiadarbandsari | 1:30,94 |
| 6.  | Korea Południowa | Kim Woo-sung            | 1:31,67 |
| 7.  | Uzbekistan       | Artem Voronov           | 1:34,66 |
| 8.  | Kirgistan        | Dmitrij Trelewski       | 1:35,44 |
| 9.  | Kirgistan        | Aleksander Trelewski    | 1:37,21 |
| 10. | Chińskie Tajpej  | Marcus Chen             | 1:39,66 |

#### Superkombinacja (04.02.2011)
| M   | Państwo          | Zawodnik                | Supergigant | Slalom | Czas łączny |
| --- | ---------------- | ----------------------- | ----------- | ------ | ----------- |
| 1.  | Korea Południowa | Jung Dong-hyun          | 1:04,40     | 41,30  | 1:45,70     |
| 2.  | Kazachstan       | Igor Zakurdajew         | 1:03,52     | 42,30  | 1:45,82     |
| 3.  | Korea Południowa | Kim Woo-sung            | 1:05,13     | 42,61  | 1:47,74     |
| 4.  | Iran             | Hossein Saveh-Shemshaki | 1:05,77     | 42,77  | 1:48,54     |
| 5.  | Iran             | Pouria Saveh-Shemshaki  | 1:05,97     | 42,96  | 1:48,93     |
| 6.  | Uzbekistan       | Artem Voronov           | 1:08,56     | 46,41  | 1:54,97     |
| 7.  | Kirgistan        | Aleksander Trelewski    | 1:08,49     | 47,96  | 1:56,45     |
| 8.  | Uzbekistan       | Dmitri Babikov          | 1:09,14     | 49,66  | 1:58,80     |
| 9.  | Liban            | Tarek Fenianos          | 1:12,60     | 49,81  | 2:02,41     |
| 10. | Chińskie Tajpej  | Michael Chen            | 1:12,86     | 50,44  | 2:03,30     |

### Kobiety

#### Supergigant (01.02.2011)
| M  | Państwo          | Zawodniczka           | Czas    |
| -- | ---------------- | --------------------- | ------- |
| 1. | Korea Południowa | Kim Sun-joo           | 1:10,83 |
| 2. | Kazachstan       | Ludmiła Fedotowa      | 1:11,33 |
| 3. | Korea Południowa | Jung Hye-me           | 1:12,31 |
| 4. | Kazachstan       | Ksenia Stroiłowa      | 1:15,28 |
| 5. | Iran             | Marjan Kalhor         | 1:16,41 |
| 6. | Uzbekistan       | Kseniya Grigoreva     | 1:16,44 |
| 7. | Iran             | Mitra Kalhor          | 1:20,94 |
| 8. | Uzbekistan       | Svetlana Baranova     | 1:21,95 |
| 9. | Mongolia         | Altanzuliin Ariunzaya | 1:52,37 |
| –  | Palestyna        | Arwa El-Batta         | DNF     |

#### Zjazd (31.01.2011)
| M  | Państwo          | Zawodniczka           | Czas    |
| -- | ---------------- | --------------------- | ------- |
| 1. | Korea Południowa | Kim Sun-joo           | 1:37,61 |
| 2. | Kazachstan       | Ludmiła Fedotowa      | 1:37,87 |
| 3. | Kazachstan       | Ksenia Stroiłowa      | 1:39,60 |
| 4. | Korea Południowa | Jung Hye-me           | 1:40,34 |
| 5. | Uzbekistan       | Kseniya Grigoreva     | 1:44,86 |
| 6. | Iran             | Marjan Kalhor         | 1:46,64 |
| 7. | Iran             | Ziba Kalhor           | 1:48,17 |
| –  | Uzbekistan       | Svetlana Baranova     | DNF     |
| –  | Mongolia         | Altanzuliin Ariunzaya | DNS     |

#### Superkombinacja (04.02.2011)
| M  | Państwo          | Zawodniczka       | Supergigant | Slalom | Czas łączny |
| -- | ---------------- | ----------------- | ----------- | ------ | ----------- |
| 1. | Kazachstan       | Ludmiła Fedotowa  | 1:08,67     | 52,74  | 2:01,41     |
| 2. | Korea Południowa | Jeong So-ra       | 1:12,77     | 50,87  | 2:03,64     |
| 3. | Kazachstan       | Ksenia Stroiłowa  | 1:12,22     | 52,05  | 2:04,27     |
| 4. | Iran             | Marjan Kalhor     | 1:13,52     | 51,86  | 2:05,38     |
| 5. | Iran             | Ziba Kalhor       | 1:13,81     | 52,40  | 2:06,21     |
| 6. | Uzbekistan       | Kseniya Grigoreva | 1:12,43     | 57,47  | 2:09,90     |

## Klasyfikacja medalowa
| Klasyfikacja medalowa |                  |       |        |      |       |
| Lp.                   | Państwo          | złoto | srebro | brąz | razem |
| 1.                    | Kazachstan       | 3     | 5      | 2    | 10    |
| 2.                    | Korea Południowa | 3     | 1      | 3    | 7     |
| 3.                    | Iran             | –     | –      | 1    | 1     |